# Лафаєтт (парафія)
Шаблон:StateAbbr_ 30°13′ пн. ш. 92°04′ зх. д. / 30.21° пн. ш. 92.06° зх. д.
Округ  Лафаєтт (англ. Lafayette Parish) — округ (парафія) у штаті  Луїзіана, США. Ідентифікатор округу 22055.

## Демографія
За даними перепису 
2000 року 
загальне населення округу становило 190503 осіб, зокрема міського населення було 167841, а сільського — 22662.
Серед мешканців округу чоловіків було 92489, а жінок — 98014. В окрузі було 72372 домогосподарства, 48839 родин, які мешкали в 78122 будинках.
Середній розмір родини становив 3,12.
Віковий розподіл населення поданий у таблиці:
| Стать    | До 15 років | 15-21 | 22-29 | 30-39 | 40-49 | 50-65 | 65-85 | Понад 85 |
| -------- | ----------- | ----- | ----- | ----- | ----- | ----- | ----- | -------- |
| Чоловіки | 21870       | 11122 | 11604 | 14065 | 14660 | 11867 | 6789  | 512      |
| Жінки    | 21110       | 11339 | 11404 | 15252 | 15179 | 12909 | 9368  | 1453     |

## Суміжні округи
- Сент-Ландрі — північ
- Сент-Мартін — схід
- Іберія — південний схід
- Вермільйон — південь
- Акадія — захід

## Виноски
1. ↑  U.S. Decennial Census. United States Census Bureau. Архів оригіналу за 4 квітня 2018. Процитовано 1 вересня 2014.
2. ↑  Historical Census Browser. University of Virginia Library. Архів оригіналу за 11 серпня 2012. Процитовано 1 вересня 2014.
3. ↑  Population of Counties by Decennial Census: 1900 to 1990. United States Census Bureau. Архів оригіналу за 15 вересня 2014. Процитовано 1 вересня 2014.
4. ↑  Census 2000 PHC-T-4. Ranking Tables for Counties: 1990 and 2000 (PDF). United States Census Bureau. Архів оригіналу (PDF) за 18 грудня 2014. Процитовано 1 вересня 2014.
5. ↑  State & County QuickFacts. United States Census Bureau. Архів оригіналу за 29 червня 2011. Процитовано 10 серпня 2013.(англ.) Наведено за англійською вікіпедією.
6. ↑  QuickFacts. Lafayette Parish, Louisiana. United States Census Bureau. Архів оригіналу за 25 липня 2019. Процитовано 25 липня 2019.
7. ↑  American FactFinder. Бюро перепису населення США. Архів оригіналу за 26 лютого 2012. Процитовано 31 січня 2008.

| США | Це незавершена стаття з географії США. Ви можете допомогти проєкту, виправивши або дописавши її. |